# Avonturenroman
Een avonturenroman is een literair genre met als hoofdthema een avontuurlijke en opwindende uitdaging die actie, risico's en fysiek gevaar met zich meebrengt. De avonturenroman is vanaf het ontstaan van geschreven fictie een van de gemeenschappelijke thema's geweest.
In een avonturenroman gaat een held op reis. Daar komt hij in gevaar. Vaak staat zijn leven op het spel. Uiteindelijk overwint de held alle obstakels, en keert terug naar huis.
Avonturenromans vertonen vaak een overlap met andere genres, in het bijzonder de oorlogsromans, maritieme verhalen, robinsonades, misdaadromans, sciencefiction, fantasy en wildwestromans.
Bekende voorbeelden zijn Robinson Crusoe van Daniel Defoe en De reis om de wereld in tachtig dagen van Jules Verne. 